# Уильямс, Робби
Ро́берт Пи́тер (Ро́бби) Уи́льямс (англ. Robert Peter «Robbie» Williams; род. 13 февраля 1974, Сток-он-Трент, Англия, Великобритания) — британский певец, автор песен и актёр, бывший участник группы Take That.
За характерный «бархатный» тембр голоса и манеру исполнения Элтон Джон назвал Уильямса «Фрэнком Синатрой XXI века».
Мировые продажи альбомов по состоянию на 2022 год превышают 75 миллионов, а синглов — более 18 миллионов. В одной только Великобритании продано около 20,2 млн дисков. За плечами Робби 14 альбомов и сборников, 10 синглов в Великобритании и множество наград. Также Робби Уильямс считается самым продаваемым иностранным исполнителем в Латинской Америке. На 2016 год состояние Уильямса насчитывало 200 млн долларов.

## Ранние годы
Уильямс родился 13 февраля 1974 года в Сток-он-Трент, Стаффордшир, Англия. Его родители, Джанет (урожденная Фаррелл) и Питер Уильямс (также известный как Пит Конвей), управляли пабом под названием «Красный лев» в Берслеме, до того, как его отец стал лицензиатом социального клуба ФК Порт-Вейл. Его дед по материнской линии был ирландцем и родом из Килкенни. Уильямс посещал католическую школу Св. Маргарет Уорд в Танстолле. Он участвовал в нескольких школьных спектаклях, его самой большой ролью была роль Хитрого ловкача в постановке «Оливер!», музыкальной адаптации романа Чарльза Диккенса «Оливер Твист».

## Карьера

### 1990—1995: Take That
В 1990 году Уильямс в возрасте шестнадцати лет стал участником группы Take That. Менеджер группы Найджел Мартин-Смит планировал раскрутить группу по примеру New Kids on the Block. Сначала группа давала концерты в клубах и школах, где исполняла каверы на известные поп-песни. Вскоре они выпустили свой первый клип на сингл с дебютного альбома Take That And Party — «Do What You Like», но особой популярности видео не имело. Через два года группа подписала контракт со звукозаписывающей компанией BMG. C подписанием контракта дела группы пошли вверх и синглы «A Million Love Songs» и «I Found Heaven» попали в Top 20. Наибольшего успеха добилась песня «Could It Be Magic». Сам альбом Take That And Party попал на второе место самых продаваемых пластинок в Великобритании на тот момент.
Второй альбом группы «Everything Changes продержался несколько недель на вершине хит-парадов и стал одним из самых продаваемых альбомов на территории Англии. Синглы Pray», «Relight My Fire», «Everything Changes» и «Babe» также были довольно популярны. Альбом сыграл огромную роль в становлении коллектива, как одного из самых знаменитых в мире. Употребление Уильямсом алкоголя и кокаина приводило к конфликтам с Мартином-Смитом.
В ноябре 1994 года злоупотребление наркотиками Уильямса усилилось. У него чуть не случилась передозировка в ночь перед тем, как группа должна была выступить на MTV Europe Music Awards. Уильямсу не нравилось, что остальные участники группы не воспринимают его всерьез. Он хотел исполнять хип-хоп и рэп, что никак не вписывалось в стиль группы, репертуар которой состоял из одних баллад.
После продолжительного тура в поддержку альбома группа объявила о записи третьего лонгплея. Главным хитом с альбома стал сингл «Back For Good». Особенно он был популярен в Соединённых Штатах, из-за чего стал возможен выпуск альбома и в этой стране. Однако Уильямс принял решение покинуть коллектив. После гастрольного тура в поддержку пластинки весной 1996 года группа окончательно распалась.
В конце 1995 года Робби стал появляться на страницах авторитетных изданий в нетрезвом виде и стал завсегдатаем тусовок и попоек. Также он появлялся на концертах группы Oasis в Гластонбери. После громкой ссоры с братьями Галлахерами Ноэль Галлахер назвал Робби «толстым танцором из Take That», а Робби высмеял их аншлаги в Небуорте. Также певец полгода судился с BMG из-за пункта в контракте, предотвращающего выпуск каких бы то ни было его сольных песен в случае, если тот покинет Take That. После долгих судебных разбирательств Уильямс объявил, что подписан на Chrysalis Records. Как раз в тот период вышел дебютный сингл певца «Freedom», кавер на песню Джорджа Майкла. Позже певец отмечал, что выпустить кавер в качестве первого сингла было не очень хорошей идеей, но результат стоил того: сингл поднялся в чартах на 26 позиций выше, чем оригинал (№ 2).

### 1997—1998:Life Thru a LensиI’ve Been Expecting You

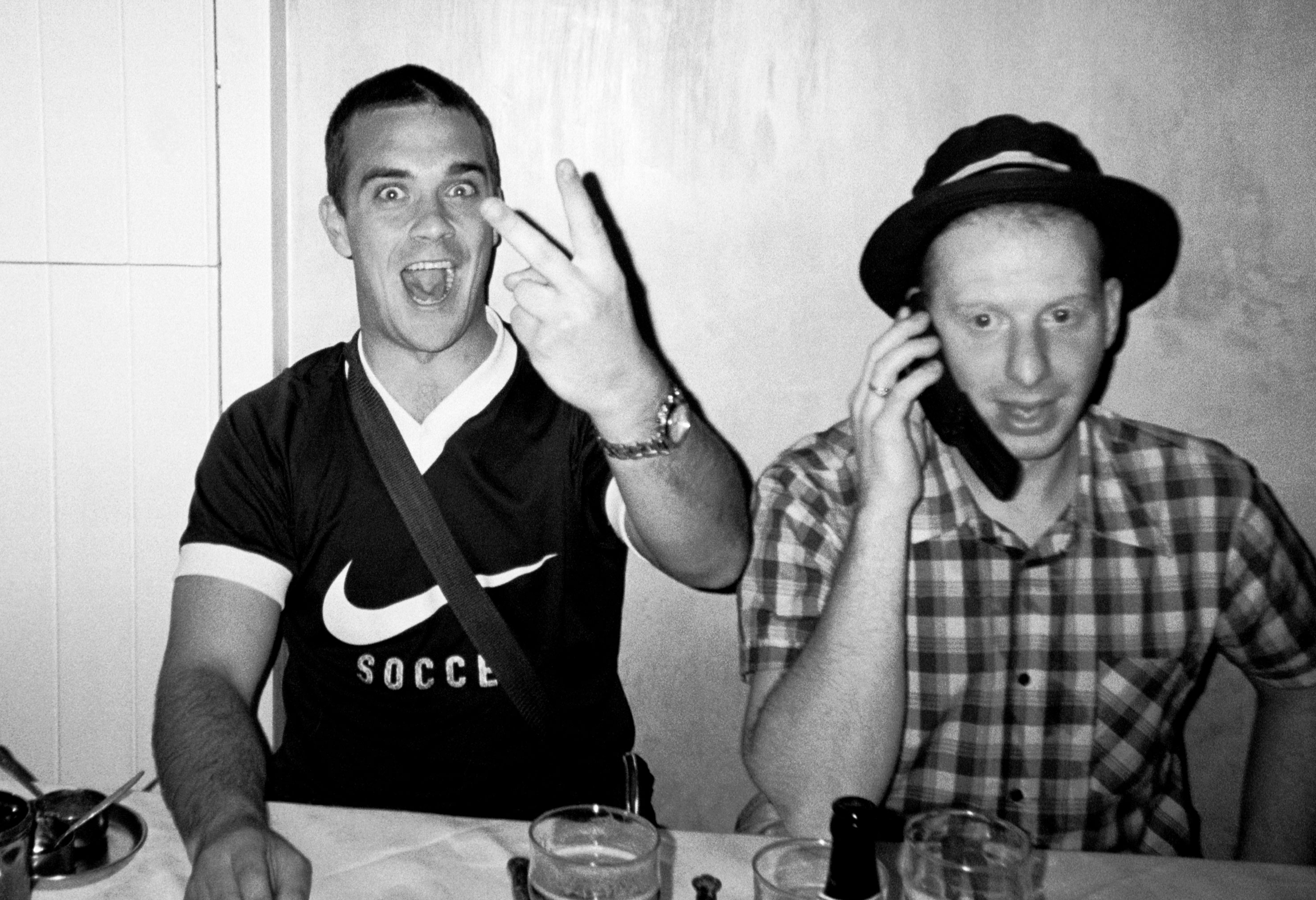
Уильямс (слева) позирует перед папарацци.

В марте 1996 года началась запись первого студийного альбома Робби. Как раз в тот период певец боролся с наркотической и алкогольной зависимостью. Первый сингл с альбома, «Old Before I Die», стал успешен на родине певца, но был проигнорирован на международном уровне. Следующие два сингла, «Lazy Days» и «South of the Border», не были успешными, и лейбл забеспокоился о будущем исполнителя; тогда был выпущен сингл «Angels», который на сегодня является одной из самых узнаваемых песен певца. Сингл продался тиражом около 2 миллионов копий и помог дебютному лонг-плею подняться на первую строчку Британского чарта альбомов. Эта песня, помимо того, что стала хитом в Европе и Латинской Америке, привела к резкому росту продаж его альбома. Альбом оставался в британской первой десятке в течение сорока недель и провел там в общей сложности 218 недель, что сделало его 58-м самым продаваемым альбомом в истории Великобритании с продажами более 2,4 миллиона. В Европе было продано 3 миллиона копий. Было снято два видео на эту песню: оригинальная версия и версия для сингла в рамках сборника The Ego Has Landed для американской аудитории.
В начале 1998 года певец с соавтором Гаем Чемберсом начали работать над новым студийным альбомом. Первым синглом стала песня «Millenium», навеянная кинофильмами о Джеймсе Бонде It also became a top twenty hit in many European countries, Latin America and Australia.. Песня стала очень успешной в Европе, имея тираж более 400 000 копий. Следующие синглы с альбома («No Regrets» и др.) стали особенно успешны в Латинской Америке. Когда сам альбом вышел в октябре 1998 года, он сразу занял лидирующие строчки в чартах и собрал огромное количество наград и номинаций на престижных церемониях.

### 1999—2001:Sing When You’re WinningиSwing When You’re Winning
В 1999 году певец начинает своё турне в поддержку второго альбома и попутно выпускает первый DVD Where Egos Dare, в который вошли концерт в Slane Castle и процесс работы над альбомом Sing When You’re Winning. Первым синглом с третьего альбома стала песня «Rock DJ», видеоклип на эту песню был отвергнут критиками из-за его кровавого содержания (Уильямс танцует стриптиз и срывает с себя кожу и мышцы, стараясь привлечь внимание девушек), но сама песня стала успешной и сейчас занимает 22 место в списке самых продаваемых синглов на родине певца. «Rock DJ» был номинирован на получение таких наград как «Лучшая песня 2000» от MTV Europe Music Awards, «Лучший сингл года» от BRIT Awards и от MTV Video Music Award за лучшие спецэффекты. Второй сингл «Kids» в дуэте с Кайли Миноуг вошёл в альбом исполнительницы Light Years. Также Уильямс написал ещё одну песню для этого альбома — «Your Disco Needs You». Будущие синглы такие как «Supreme» (который Уильямс записал ещё и на французском) и «Better Man» также стали популярными и вошли в 10 самых популярных песен во многих странах мира. В России «Supreme» получил премию «Рекордъ» в номинации «Зарубежный радиохит».
«Eternity», трек, который не вошёл в состав альбома, был представлен летом 2001 года в качестве би-сайда к синглу «The Road to Mandalay». Это был его четвёртый сингл, который занял первое место в Великобритании и разошёлся в 70 000 копий на первой неделе продажи только в Англии и занимал первые места хит-парадов во многих странах, включая Германию, Швейцарию, Австрию, Италию и много других.
Летом 2001 года Робби Уильямс провел европейское турне. Альбом продержался 91 неделю в Британском хит-параде, разошёлся тиражом 2,4 млн экземпляров, становился 8 раз платиновым и был признан 51 лучшим альбомом по продажам в истории Британской музыки. В Европе было продано более 4 млн копий альбома.
Летом 2001 года Уильямс прерывает своё турне для записи четвёртого студийного альбома в жанре свинг. Первым синглом был «Somethin' Stupid», дуэт с Николь Кидман. Ремейк песни Френка и Нэнси Синатра стал пятым хитом Робби Уильямса, который занимал первые места во всех британских хит-парадах, а также вошёл в пятерку лучших в Германии, Швейцарии, Австрии, Италии, Голландии, Бельгии и Новой Зеландии. Кроме этого, песня стала одной из лучших песен 2001 года и, разойдясь тиражом более чем 200 000 копий, стала серебряной.
Когда альбом Swing When You’re Winning был представлен в конце 2001 года, он сразу же стал хитом в Британии, Ирландии, Новой Зеландии, Австрии и т. д. и продался тиражом более 7 млн копий по всему миру; песня «Beyond the Sea» стала саундтреком к мультфильму «В поисках Немо».
В преддверии выхода альбома певец дал специальный концерт в Альберт-холле, на котором исполнил практически все новые песни. Уже в декабре 2001 года  концерт был выпущен под названием «Live at the Albert». Вскоре он стал лучшим по продажам в Европе и становился 6 раз платиновым в Британии и 2 раза в Германии, а также получил номинацию на «Грэмми».

### 2002—2005:Escapology и Intensive Care
В 2002 году певец подписал контракт на £ 80 млн со звукозаписывающей компанией EMI. Это была самая успешная сделка в истории британской музыки. Из-за ссоры со своим постоянным соавтором Гаем Чемберсом из-за прав на написание песен «Angels» и «Let Me Entertain You», композиции «Nan’s Song» и «Come Undone» были записаны без его участия. Большинство треков были записаны в Лос-Анджелесе, куда певец переехал в 2002 году.
Первый сингл с альбома, «Feel», вышел в конце 2002 года и сразу же стал очень популярным во всем мире. Примечательно, что сингл был записан с пробной версией вокала (когда в ходе работы над альбомом вокальные партии попытались перезаписать, результат Уильямсу не понравился, и был оставлен первичный вариант).
Сам альбом Escapology, выйдя в ноябре 2002 года, сразу стал успешным более чем в 10 странах мира. В США альбом и занял лишь 43 место в Billboard Albums Chart.
Второй сингл из альбома, «Come Undone», стал хитом во всем мире, который входил в десятку лучших песен. Но на эту песню было снято достаточно спорное видео, где певец (полностью одетый) занимается сексом с двумя женщинами, что вызвало осуждение со стороны MTV Networks Europe.
Третий сингл, «Something Beautiful», был написан в Барбадосе. Песня сначала предлагалась Тому Джонсу, но затем была переделана для альбома Робби Уильямса. Сингл вышел летом 2003 года, но не был особо успешным, хотя вошёл в десятку лучших песен в Британии, Новой Зеландии и Дании. В видео на эту песню показывали кастинг среди людей, которые хотели лично встретиться с Робби Уильямсом. Было выпущено 3 версии клипа, где было представлено по 3 победителя из разных регионов мира.
Летом 2003 года он отправился в турне, в рамках которого посетил и Россию. В октябре 2003 года Уильямс выпускает свой первый концертный альбом Live at Knebworth на основе трёх концертов в Небуорте перед рекордной для Великобритании аудиторией в 375 000 человек. Этот альбом очень быстро разошёлся в Великобритании, за первую неделю было продано более чем 120 000 копий. Он входил в десятку лучших альбомов по всей Европе, Австралии и Латинской Америке. Этот альбом дважды становился платиновым и разошёлся тиражом более 2 000 000 копий только в Европе.
Завоевав свою очередную награду как «лучший иностранный исполнитель» на немецкой церемонии Echo Awards, Робби принял участие в съёмках голливудского фильма «Любимчик» (De-Lovely) — байопике о великом американском композиторе Коуле Портере — сыграв эпизодическую роль исполнителя песни во время бала главных героев. Кавер на It’s De-Lovely возглавил саундтрек к картине, в которой также приняли участие Шерил Кроу, Элвис Костелло, Аланис Моррисет и др. Фильм был показан на Каннском кинофестивале того года, а спустя полгода оказался и в российском прокате. И хотя Роб остался доволен своей ролью, профессию актёра как таковую он считает «нелепой»: «Нет, мне это не очень интересно. Во-первых, меня легко смутить, а, кроме того, во время съемок я сам кажусь себе роботом», — заявлял он. Особенно Уильямса забавляли регулярно возникающие слухи о том, что именно он — первый кандидат на освобождаемую Пирсом Броснаном роль агента 007: «Я, парень из Стока, в роли Бонда? Мне сложно представить подобное».
Вскоре была выпущена компиляция Greatest Hits. Релиз в первую же неделю продаж разошёлся тиражом в 320 000 копий, став наиболее продаваемым альбомом страны среди подобных сборников и занимал первые места не менее чем в 18 странах. Альбом стал наиболее продаваемым в творчестве артиста (более 8.000.000 копий). На альбоме были представлены две новые песни Radio и Misunderstood, которые стали синглами. А вторая из них стала саундтреком к фильму «Бриджит Джонс: Грани разумного». Обе композиции были записаны в сотрудничестве с новым автором — Стефаном Даффи (Stephen Duffy), лидером группы The Lilac Time. Вместе они продолжат работу и над следующим студийным альбомом Роба.
Почти одновременно с Greatest Hits была выпущена и новая официальная биография Feel, написанная журналистом и другом Робби — Крисом Хитом (Chris Heath), в разговорах во время турне 2003 года. Поклонники и критики очень высоко ценят эту книгу за откровенность героя, и она по праву стала народным бестселлером.
Также Роб присоединился к составу звезд для перезаписи благотворительного сингла «Do They Know It’s Christmas?», приуроченному к мировой серии концертов Live 8, которая прошла в июле 2005 года. В феврале 2005 года, спустя восемь лет после выхода в свет «Angels», он стал лучшим синглом за последние 25 лет по версии BRIT Awards в 2005 году.

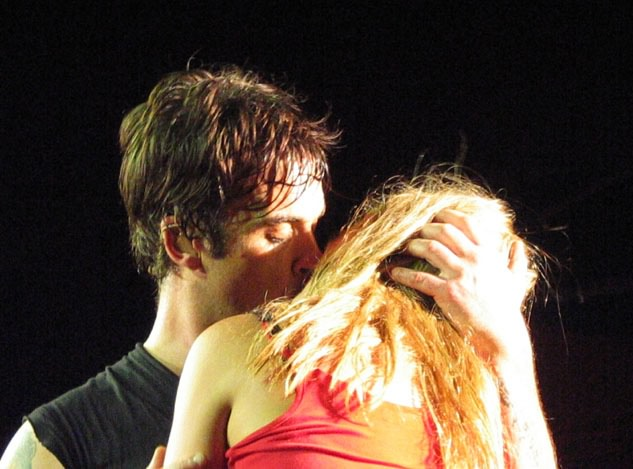
Уильямс целует фанатку, 2005 год

В июле 2005 года после Тура в поддержку альбома Greatest Hits певец выступил на благотворительном концерте Live 8, где исполнил 4 композиции: «We Will Rock You», «Let Me Entertain You», «Feel» и «Angels». Вскоре он объявил об окончании работы над шестым студийным альбомом. Альбом был записан с новым соавтором Стефаном Даффи. В эру альбома Intensive Care были выпущено три успешных сингла Tripping (был очень успешен на радиостанциях в Европе), Advertising Space и Make Pure. В ноябре 2005 года певец получил награду на EMA, «Лучший мужской исполнитель». На церемонии певец исполнил песню Tripping.
В 2005 году певец был занесён в Книгу рекордов Гиннесса за то, что в один только день после объявления о мировом турне певца было раскуплено 1,6 млн билетов. После долгого перерыва летом 2006 года, был представлен третий сингл альбома. «Sin Sin Sin» была первой песней, написанной Уильямсом и Даффи вместе, видео на эту песню было показано в Кейптауне, Южная Африка, как раз перед началом его тура. Это был первый сингл Робби Уильямса, который не попал в 20 лучших хитов Британии, а занял только 22 место. В конце концов, было продано 5 млн копий альбома только в Европе, что позволило ему стать 5 раз платиновым (а сейчас продажи достигли 8 млн копий). Но в то же время это был самый худший по продажам студийный альбом Робби Уильямса в Великобритании на тот момент с 1,6 млн копиями.
В Бразилии была выпущена компиляция The Best So Far, куда был включён новый сингл «Sin Sin Sin».
В это время Гари Барлоу, Марк Оуэн, Говард Дональд и Джейсон Орандж решили реанимировать группу Take That и выпустили довольно успешную пластинку Beautiful World, но Робби отказался воссоединяться с бывшими товарищами.

### 2006—2009:RudeboxиReality Killed the Video Star

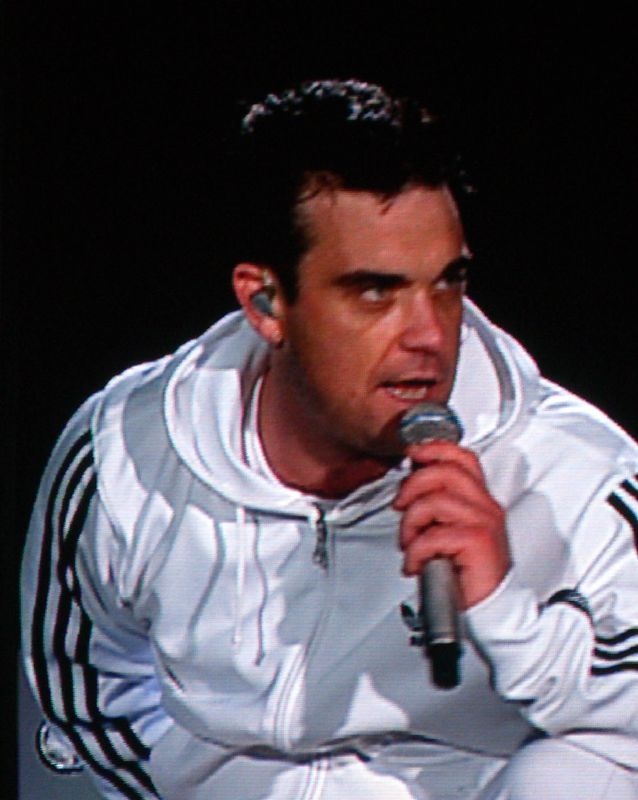
WIEN 2006

Дебютный сингл этого альбома, который назывался аналогично — «Rudebox», впервые прозвучал на радио BBC Radio 1 в эфире шоу Скотта Милза ещё в июле. Сингл был пущен в эфир, несмотря на не совсем цензурный текст, но на этом настоял сам Роб, чем сразу вызвал негодование общественности, к тому же споры начались и в рядах фанатов по поводу радикального изменения его стиля исполнения. Никто не был готов к такой перемене после проникновенного по лирике и музыке Intensive Care (2005). Британская газета «The Sun» даже назвала «Rudebox» наихудшей песней в истории. Однако корреспондент этой же газеты Виктория Ньютон настаивала, что это был стопроцентный хит. Песня официально была представлена в сентябре 2006 года и заняла в итоге 4 место в хит-параде Великобритании, однако в Германии, Швейцарии и Италии это был хит номер один.
Уильямс представил свой самый неожиданный альбом Rudebox 23 октября 2006 года. Он получил разные отзывы: Allmusic, NME, Music Week и MOJO дали высокую оценку, но некоторые представители британской прессы очень слабо оценили его. Несмотря на первые места в хит-парадах, продажи оставляли желать лучшего; общие продажи в Великобритании были ниже, чем продажи альбома альбома-возвращения группы Take That Beautiful World. Кстати, Роб категорически отказался возвращаться к бывшим товарищам, что даже документальный фильм, посвящённый группе и вышедший примерно в те сроки, показал Роба в отрыве от всех остальных ребят.

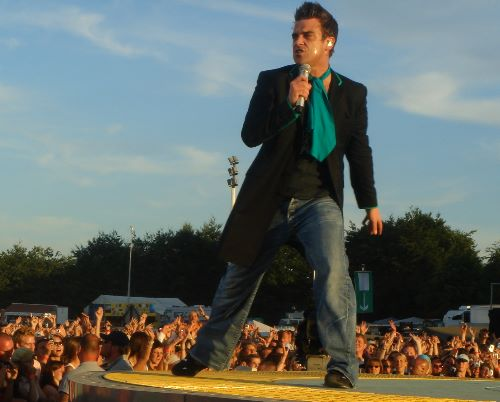
Гамбург, 2006 год

Rudebox разошёлся тиражом около 520 000 в Британии и стал самым худшим по продажам альбомом в стране для самого Роба, но даже при этом получил двойной платиновый статус и побывал на первой строчке британского чарта. Зато в других странах, таких как Германии, Швейцарии, Австрии, Австралии, Финляндии он занимал первые места в хит-парадах и был принят более тепло. Спустя две недели после релиза 8 ноября 2006 года альбом получил двойной платиновый статус и в Европе, что равняется тиражу в 2 млн копий и, тем самым, стал наиболее продаваемым альбомом 2006 года. Он занял 18 место в списке самых продаваемых альбомов 2006 года по всему миру. А Нил Теннант из Pet Shop Boys заявил, что в начале 2007 года было продано 4,5 млн копий альбома.
Для рекламы своего альбома Уильямс выпустил серию коротких фильмов, устроив конкурс между фанатами. Получилась любопытная подборка на песни, которые не выходили отдельными синглами (позднее эти короткие видео были выпущены на переиздании альбома Rudebox в 2011 году). Однако Промоушн альбома осложнилось тем, что в заключительной части международного тура Уильямс столкнулся с проблемами личного характера, из-за чего даже был отменён ряд концертов. Но на некоторых выступлениях он исполнял сингл «Rudebox», а в декабре в Австралии нашлось место и следующему синглу — «Lovelight» (выпущенному уже после релиза альбома, 13 ноября; высшая позиция в Британии — №8).
А вот третий сингл «She’s Madonna» (на котором Уильямс обыграл воспоминания своей бывшей подружки Тани Штрекер), включая интересные ремиксы от мировых диджеев, был представлен на европейском радио в конце уже следующего года, в январе 2007 года, опережая релиз на физическом носителе, который был запланирован на 5 марта 2007 года. Он занял 16 место в хит-параде синглов в Великобритании, но на протяжении 4 недель занимал 2 позицию в European Airplay Chart и входил в десятку лучших во многих странах Европы. Этот сингл не вышел в Латинской Америке и Австралии, но в радиоэфире этих двух стран он появился. Несмотря на это, он вышел отдельно в Мексике в 4 разных форматах. В августе 2007 года он занял 12 место в американском Billboard — хит-параде танцевальной музыки.
Любопытным моментом стала история с треком «The 90’s». Дело в том, что она носит биографический характер и в ней изначально был текст, который сильно ударял по репутации бывшего менеджера Take That Найджела Мартина-Смита, с которым у Робби были разногласия. Текст пришлось изменить на более пристойный, потому что адвокаты Найджела уже были готовы подать в суд на Уильямса. Изменения успели провести за пару недель до выхода альбома, иначе бы существовала большая вероятность, что мы бы увидели Роба в тюрьме — он сам в этом признался в своём блоге в 2011 году. Несмотря на это, на одном из концертов Тура 2006 он «осчастливил» поклонников и прочитал им оригинальный текст.
Сингл «Bongo Bong and Je Ne T’Aime Plus» носил локальный характер и был выпущен как третий сингл в Латинской Америке и некоторых других европейских странах вместо «She’s Madonna», и пользовался популярностью на радио.
Ещё стоит добавить, что Роб задумывал этот альбом как экспериментальный. После успеха «Intensive Care», ставшего его самым продаваемым альбомом в карьере, он вполне заслужил право поработать со звуком, который ему доставлял ностальгию по юношеству, молодости. Возможно, ошибкой стал выбор первого сингла, как потом признается сам певец. Люди, услышав его, попросту не захотели изучать альбом, который стал, пожалуй, самым интересным и разнообразным в его дискографии. Лишь со временем пресса и поклонники музыки стали признавать свою ошибку в оценке альбома. Альбом имел провальный характер относительно самого Робби, но даже в этом состоянии он имел куда больший успех, чем у остальных групп и исполнителей.
Коммерческий провал[что?] альбома позволил певцу отправиться в творческий отпуск длинной в 2,5 года. После продолжительного отдыха, во время которого певец познакомился со своей будущей женой Айдой Филд, началась запись нового альбома. Возвращение получилось хорошее и эксперименты со звучанием продолжились, а помог ему в этом заслуженный продюсер Тревор Хорн, легендарная песня которого, «Video Killed the Radio Star», была обыграна в названии альбома, хотя Робби говорил, что это совпадение. Несмотря на то, что альбом не содержит себе явных хитов, кроме первого сингла «Bodies», инструментал удивляет разнообразием и особенно скрипкой. Альбом вернул популярность певцу, несмотря на обилие цифровых продаж и наличие более молодых конкурентов.

### 2010—2011:In and Out of Consciousnessи воссоединение с Take That

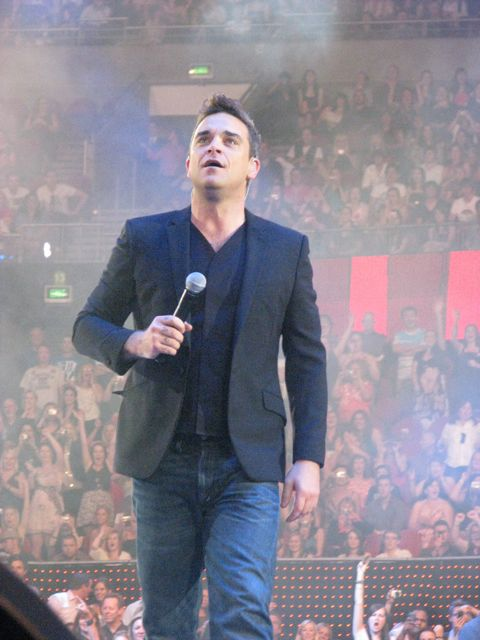
2009 год

В июне 2010 был официально анонсирован второй международный сборник лучших хитов In and Out of Consciousness: The Greatest Hits 1990—2010, подводящий черту под 20-летней музыкальной карьерой. Альбом вышел 11 октября в различных исполнениях: от стандартного до подарочного, который включал в себя и концерт в Берлине 2005, ранее не выходивший на DVD, а также диск би-сайдов и редких песен. Новый альбом, несмотря на сборный характер, хорошо продавался, забравшись на первую позицию в Британии, Германии, Европы, Мира и ряде других стран. С этим достижением Роб стал самым успешным сольным британским исполнителем, оставив позади Дэвида Боуи. Впереди лишь The Beatles, Элвис Пресли, U2 и Мадонна. В Германии Greatest Hits был девятым подряд альбомом № 1, закрепив факт того, что Робби — самый продаваемый артист Германии в 21 веке, а также Великобритании, Италии и Европе. Предварял выход релиза первый и единственный сингл с альбома — Shame (4 октября), песня была написана и исполнена вместе с лидером Take That Гари Барлоу, с которым официально отношения были налажены. Будучи хэдлайнером концерта в поддержку британских солдат Heroes Concert осенью, Робби и Гари впервые исполнили песню вживую, Уильямс также спел и несколько своих лучших песен, завершив вечер финальной Angels.
15 июля на сайтах Take That и Робби была анонсирована новость о том, что Робби возвращается в группу. В оригинальном составе они записали альбом Progress. Альбом стал самым быстро продаваемым в XXI веке и уступил в историческом чарте лишь альбому Oasis — «Be Here Now» (1997). Продержавшись на первой позиции 6 недель подряд, альбом кроме того стал лучшим и в рождественском чарте, а также по итогам года (около 1.800.000 копий). Take That стали самыми продаваемыми артистами 2010 года, а Уильямс занял 13 позицию, пополнив альбомные достижения на 800.000+ копий альбомов за прошедший год. The Flood — первый сингл альбома Progress — добрался до второй позиции, но хорошо продавался и получил «золотой статус». Незадолго до выхода альбома был анонсирован европейский тур «Progress Live», стартовавший в конце мая 2011. За первый день было продано свыше 1 млн билетов, и это ещё один исторический рекорд. В октябре появилась новая официальная книга Уильямс — «You Know Me», написанная совместно с другом-журналистом Крисом Хитом (он же автор книги «Feel» за 2004).
В январе было анонсировано, что второй сингл альбома — «Kidz», релиз 21 февраля 2011. В связи с боевыми действиями в Северной Африке произошла задержка выхода клипа, который был связан с военными. Впервые песню исполнили на BRIT Awards 2011 15 февраля на открытии церемонии, а позднее Take That получили награду «Лучшая группа», которая стала первой подобной для группы. В общей сложности к этому периоду Роб заработал свою 17 награду на BRIT Awards (и пятую в составе Take That), увеличивая свой рекорд. Однако сингл не столь удачно показал себя в чартах (28 место), да и продажи альбома к тому времени сильно упали. Зато Гэри Барлоу намекнул, что осенью 2011 выйдет переиздание «Progress», также в СМИ появились новости, что на летнем туре Уильямс исполнит 30-минутный сольный сет.
Получили свою награду Take That и на немецкой Echo Awards («самый продаваемый иностранный альбом группы»), представив и в Германии сингл «Kidz». Минула зима, и с началом весны группа во главе с Робби вернулись к деятельности. В рамках традиционной британской акции «Comic Relief» был выпущен новый сингл на песню «Happy Now», а вместе с ним и клип, в котором ребята «встретились» со своими двойниками из надуманной группы Fake That (их сыграли известные британские комики), однако в продаже на физических носителях сингл так и не появился, а был доступен лишь для скачивания, как и видео. На самом же шоу ребята исполнили эту песню в прямом эфире, причем первый и последний раз.
Сразу три новые песни стали поочередно темами новых голливудских картин: «Love Love» (OST «Люди Икс: Первый класс»), «When We Were Young» (OST «Мушкетёры)», «Collision Of Worlds» (OST «Тачки 2»), причем если первые два трека — записаны Робби в составе Take That и выпущены не только как синглы, но и в составе переиздания альбома «Progress — Progressed» (8 новых песен), принесшего им возвращение на 1 строчку британского чарта, то последняя — дуэт самого Уильямс с кантри-исполнителем Брэдом Пэйсли.

### 2011—2014:Take the Crown,Swings Both WaysиUnder the Radar

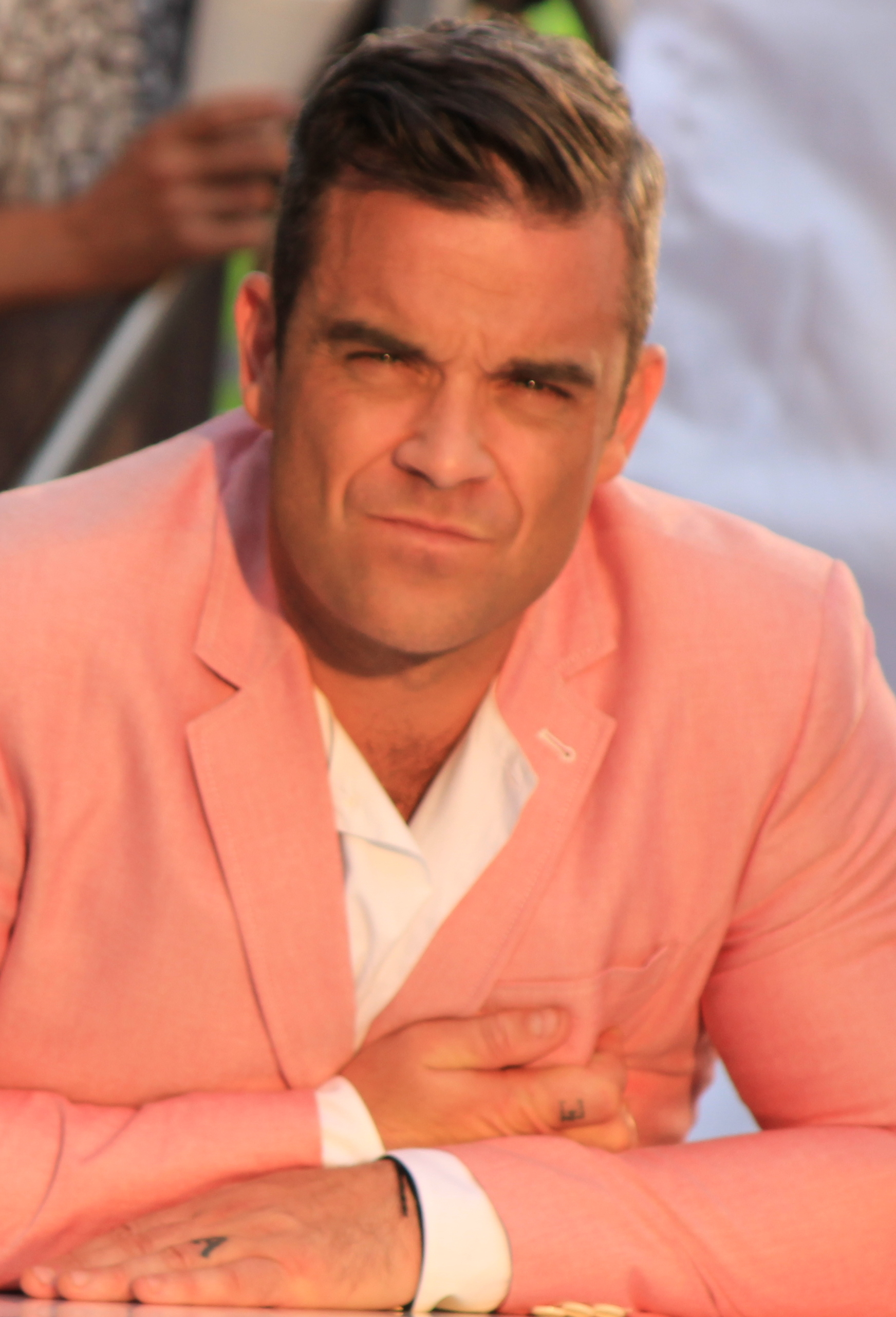
На съёмках клипа «Candy», 2012 год

21 октября 2011 года Робби подписал сольный контракт с Universal. По его условиям новый альбом выходит осенью 2012 года.
17 мая 2012 года на престижной церемонии Ivor Novello Awards Take That выиграли награду за вклад в развитии британской музыки — Music Outstanding Contribution to British Music. Несмотря на то, что сам Роб не приехал на вручение, технически награда досталась и ему. Получали её от группы Гари, Ховард и Марк.
4 июня Робби выступил на концерте по случаю празднования Бриллиантового юбилея королевы Елизаветы II, исполнив две песни «Let Me Entertain You» и «Mack The Knife». 3 сентября на официальном сайте певца было анонсировано, что новый альбом будет называться Take the Crown и его релиз назначен на 5 ноября 2012 года. На альбоме будет присутствовать новая версия песни «Eight Letters», которая есть на альбоме Take That Progress.
6 октября 2011 года вышел в свет новый проект Роба — Rudebox Radio. Это радио-шоу, во главе с ним в качестве ведущего, записанное в домашней студии, с приглашением своих друзей и близких. 2 часа шуток, прибауток, любимой музыки и скрытых подробностей своих планов. До конца года вышло 3 выпуска RR, включая и специальный рождественский. Также Роб поделился двумя демо-песнями: «Cocaine» и «Ice Cream Headache».
Дебютный сингл «Candy» с нового альбома Take the Crown, выпущенный в Великобритании 28 октября, дебютировал на первой строчке Британского чарта синглов, а 11 ноября альбом оказался на первой строке в альбомном чарте, всего через неделю после релиза. Последний раз такое было у артиста только в 2001 году, в эру альбома Swing When You’re Winning, когда и альбом и лид-сингл «Somethin' Stupid» (в дуэте с Николь Кидман) были на лидирующих позициях. На Рождество 2012 года ещё один сингл Робби (в составе благотворительной группы Justice Collective) «He Ain’t Heavy, He’s My Brother» побывал на первом месте Британского чарта синглов, а в июне 2013 года совместная работа с Dizzee Rascal «Goin' Crazy» добралась до пятой строчки того же чарта.
26 ноября 2012 года было объявлено о концертном туре Take the Crown, который стартовал 14 июня 2013 года. Это первое сольное турне певца за 7 лет, после Close Encounters Tour 2006 года. В оформлении сцены были задействованы гидравлическая корона и мобильные монументальные бюсты Уильямса. Концерт в Таллине, Эстония, транслировался в кинотеатрах всего мира и снимался для выпуска на DVD.
18 ноября 2013 года вышел новый альбом «Swings Both Ways», состоящий из каверов и новых песен в жанре свинг. Тур в поддержку альбома начался весной 2014 года.
В декабре 2014 года Уильямс выпустил первый сборник из серии «Under the Radar» с неизданным ранее материалом. Вторая часть увидела свет в 2017 году, третья — в 2019 году.

### 2015—2020:Heavy Entertainment Show,The Christmas Present

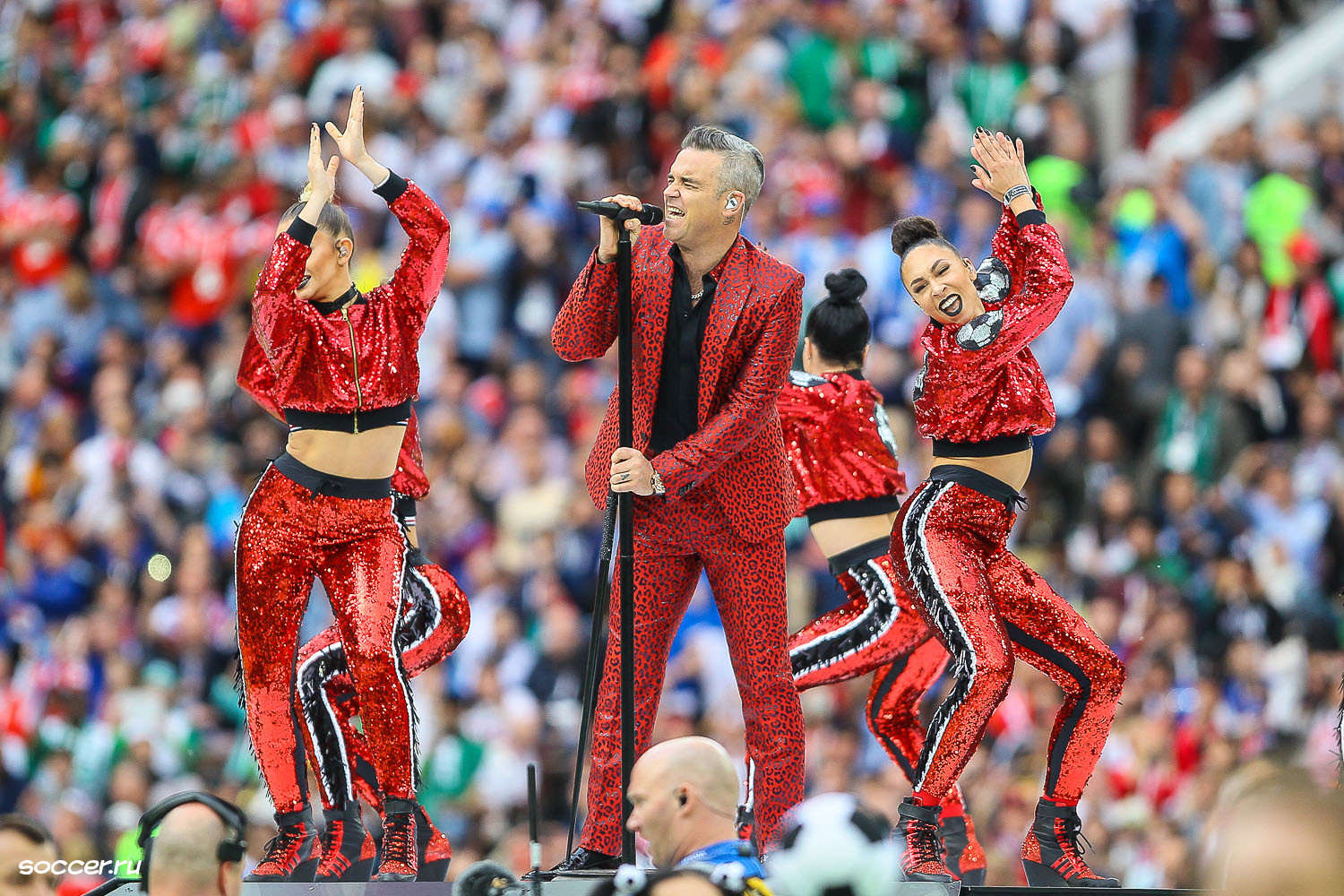
Москва, стадион Лужники, 14 июня 2018 года

9 апреля 2015 года Робби Уильямс впервые выступил в Санкт-Петербурге в рамках тура «Let Me Entertain You».
30 сентября 2016 года вышел клип Party Like a Russian, предваряющий новый альбом певца Heavy Entertainment Show.
20 марта 2017 года певец в эфире программы «Пусть говорят» заявил, что был бы не против выступить на Евровидении-2017 с песней от России.
В июне Уильямс принял участие в благотворительном концерте One Love Manchester, организованном в качестве поддержки жертв теракта на «Манчестер Арене». В том же месяце принял участие в съёмках видеоклипа «Bridge over Troubled Water» в рамках благотворительного проекта Artist for Grenfell.
14 июня 2018 года Робби Уильямс выступил на церемонии открытия чемпионата мира по футболу в России. При исполнении одной из песен показал неприличный жест (поднятый средний палец) в камеру; в это время он пропел строчку: «Я сделал это бесплатно» (в оригинальном тексте песни «Rock DJ» таких слов нет). Согласно подруге Уильямса, жест был обращён британскому парламенту и «жёлтой прессе», раскритиковавшей решение музыканта выступать в России и обвинявшей его в политической ангажированности (так, британский парламентарий Стивен Доути говорил, что «удивительно и печально», что Уильямс «согласился получить деньги от России и FIFA»). Впрочем, сам певец заявил, что таким образом он просто дал понять аудитории, что до начала футбольного матча осталась только одна минута.
В ноябре 2019 года вышел рождественский альбом «The Christmas Present», а в конце 2020 года Уильямс представил клип «Can’t Stop Christmas» с пародией на Бориса Джонсона.

### С 2021:XXV
В сентябре 2022 года, к 25-летию сольной карьеры, Уильямс выпустил сборник XXV в форматах CD и ЦД, включающий все свои хиты, перезаписанные с привлечением симфонического оркестра Metropole; аранжировками занимались Жюль Бакли, Гай Чемберс и Стив Сидвелл. Синглом выступила новая версия «Angels». Делюкс-издание содержит 29 треков, включая новые песни: «Lost», «Disco Symphony», «More Than This» и «The World and Her Mother». XXV стал 14-м альбомом №1 Уильямса на родине; по этому показателю певец обошёл Элвиса Пресли.

## Другие проекты

### Успех в Северной Америке
После его всемирного успеха, особенно в Европе, Уильямс подписал контракт со звукозаписывающей компанией Capitol Records в США, которая являлась частью EMI. Робби Уильямс провел всеамериканский рекламный тур, после чего вышел его первый сингл в США и Канаде «Millennium», который занял 72 место в Billboard Hot 100. Альбом «The Ego Has Landed» вышел в США и Канаде в июле 1999 года, но не имел такого успеха как в Европе. Он занял 63 место в U.S. Billboard Albums Chart и 17 место в канадском Sound Scan album chart. Несмотря на это, Уильямс снял достаточно хорошее видео, за что был представлен MTV Video Music Awards в номинации «Лучший мужской клип». Он не выиграл, но это помогло продажам альбома. После такого поворота событий певец решил сконцентрироваться на Европе, Австралии и Латинской Америке, где уже был большой звездой.

### Видеоигра
22 июля 2010 года вышла видеоигра «We Sing Robbie Williams» в жанре караоке с участием Уильямса. Игра выпущена Nordic Games в рамках контракта с EMI.

### Фильм
В 2024 году вышел биографический фильм «Быть лучше: История Робби Уильямса» с Уильямсом в главной роли. Фильм провалился в прокате.

## Личная жизнь

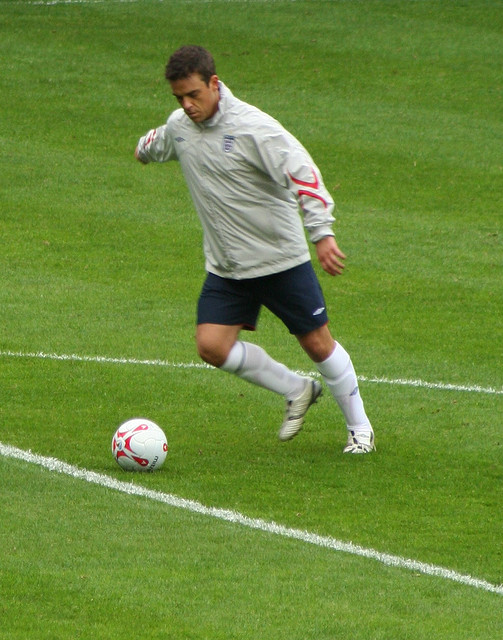
Робби на разминке перед Soccer Aid, 2006 год

В феврале 2007 года Уильямс лечился в реабилитационном центре города Тусон от пристрастия к таким лекарствам, как ксанакс, пароксетин и викодин, а также энергетическому напитку Lucozade. В интервью 2016 года Уильямс заявил, что до сих пор страдает от постоянного чувства тревоги и депрессий.

### Отношения

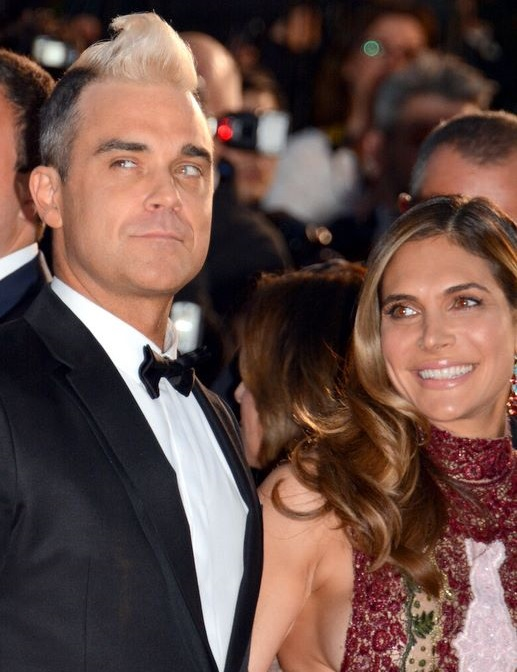
Уильямс и Филд в 2015 году

В 2006 году Уильямс познакомился с американской актрисой Айдой Филд, с которой начал встречаться в 2007 году. 7 августа 2010 года они поженились в Лос-Анджелесе. 17 сентября 2012 года у пары родилась дочь, Теодора Роуз Уильямс (Тедди). 27 октября 2014 года у них родился второй ребёнок — сын Чарлтон (Чарли) Валентин. В сентябре 2018 года стало известно, что у пары родилась еще одна дочь, Колетт (Коко) Джозефин, которую выносила суррогатная мать. 14 февраля 2020 года появилось сообщение, что суррогатная мать родила паре четвертого ребенка — сына назвали Бо Бенидикт Энтовен Уильямс.

### Благотворительность
28 мая 2012 года на стадионе «Олд Траффорд» в Манчестере был сыгран четвёртый благотворительный матч Soccer Aid, в котором Уильямс выступил капитаном команды. Мероприятие принесло 4 млн фунтов, которые пошли на поддержку детям, которую им оказывает UNICEF. Перед матчем Уильямс посетил Мехико, подготовив документальный фильм о проблемах в этих районах. За 4 матча (2006, 2008, 2010, 2012) Soccer Aid заработал 11,5 млн фунтов. Уильямс является послом доброй воли UNICEF.

### Сексуальная ориентация
В 2005 году британский суд признал, что все сообщения в прессе о гомосексуальности Уильямса — клевета. Певец отсудил у издательских компаний «Mirror Group» и «Northern & Shell» «существенную сумму» в порядке компенсации за причиненный моральный вред. Сам Уильямс на заседании суда не присутствовал, но его адвокаты добились официальных извинений издательств: их представители признали, что оклеветали певца.

## Достижения и награды
Робби Уильямс продал больше всего альбомов на территории Великобритании, а также получил больше всего BRIT Awards за всю историю премии (13 сольных наград и 5 вместе с Take That). Певец продал 70 миллионов записей по всему миру, является самым продаваемым зарубежным исполнителем в Латинской Америке. Уильямс был занесён в Книгу рекордов Гиннесса после того, как он анонсировал свой Тур в поддержку альбома Intensive Care: 1,6 миллионов билетов было продано за один день.
Певец был включён в «Британский Зал музыкальной славы» после того, как был выбран «лучшим певцом 90-х».
Шесть его альбомов входят в Топ-100 наиболее продаваемых альбомов в Соединённом Королевстве. Кроме того, на сегодняшний день он наиболее продаваемый певец не латиноамериканец в Латинской Америке с 3 млн проданных копий альбомов. И самый успешный исполнитель в Европе в 21 веке, в мире же — третий после Эминема и Бритни Спирс.

## Дискография
| Студийные альбомы - Life thru a Lens (1997) - I've Been Expecting You (1998 (Соединённое Королевство) / 2002 (США)) - Sing When You're Winning (2000) - Swing When You're Winning (2001) - Escapology (2002) - Intensive Care (2005) - Rudebox (2006) - Reality Killed the Video Star (2009) - Take the Crown (2012) - Swings Both Ways (2013) - Heavy Entertainment Show (2016) - The Christmas Present (2019) Сборники - The Ego Has Landed (1999) (выпущен только в Северной Америке) - Greatest Hits (2004) - In and Out of Consciousness: The Greatest Hits 1990—2010 (2010) - XXV (2022) Концертные альбомы - Live at Knebworth (Live Summer 2003 в США) (2003) |

### DVD
- Angels (20.12.1999)
- Where Egos Dare (13.11.2000) (Сборник различных эксклюзивных материалов (включая записи живых выступлений)
- Live At The Albert (3.12.2001) (Концерт в Royal Albert Hall)
- Nobody Someday (8.07.2002) (Диск посвященный европейскому турне Робби)
- The Robbie Williams Show (31.03.2003) (Выступление в лондонской Pinewood Studio в октябре 2002 года)
- What We Did Last Summer (Live at Knebworth) (24.11.2003) (Концерты в Небуорте)
- And Through It All (Robbie Williams Live 1997—2006 (10.11.2006) (Двухдисковый сборник лучших выступлений с 1997 по 2006 годы)
- Robbie Williams: In and Out of Consciousness: Greatest Hits 1990—2010 (2 DVD)
- Live in Tallinn (готовится)